# Olha, se Você não Me Ama
"Olha, se Você não Me Ama" é uma canção dos cantores e compositores brasileiros Manoel Gomes e Tierry, lançada como single em fevereiro de 2023.

## Antecedentes
Durante passagem pela cidade de Salvador, Manoel Gomes conheceu o cantor e compositor Tierry e participou de um dos seus shows cantando músicas como "Caneta Azul". Tierry, por sua vez, o convidou para gravar "Lá Ele", composição do cantor, e também para gravar "Olha, se Você não Me Ama", que não tinha chegado a receber uma gravação oficial. Na época, Tierry afirmou que a parceria com Manoel Gomes tinha o intuito, também, de ajudá-lo a organizar o catálogo musical depois de problemas que Gomes enfrentou com seu ex-empresário.

## Composição
"Olha, se Você não Me Ama" é uma composição de Manoel Gomes em parceria com Tierry. A faixa, originalmente, consistia apenas no refrão de Manoel. Ele cantou a música em entrevistas e vídeos, o que ajudou a se tornar um viral antes mesmo de qualquer lançamento oficial. Mais tarde, Tierry criou as demais estrofes da canção. Assim como "Lá Ele", a produção musical da faixa é do tecladista e arranjador Cássio Henrique.

## Lançamento
"Olha, se Você não Me Ama" foi lançada em 10 de fevereiro de 2023 pelo selo independente Tiehit Records. O clipe oficial da faixa foi liberado no mesmo dia, no canal de Manoel Gomes, e teve roteiro criado por Tierry.

## Ficha técnica
A seguir estão listados os músicos e técnicos envolvidos na produção de "Olha, se Você não Me Ama":
- Manoel Gomes - vocais, composição
- Tierry - vocais, composição
- Cássio dos Santos - produção musical, arranjo e teclado